# Otitis externa
L'otitis externa és una inflamació de l'orella externa: el conducte auditiu extern; i/o, més rarament, el pavelló auricular.És una malaltia d'alta incidència, que pot afectar fins al 10% de la població almenys una vegada a la vida.
La inflamació de la pell del conducte auditiu extern és l'essència d'aquest trastorn. La inflamació pot ser secundària a la dermatitis (èczema) només, sense infecció microbiana, o pot ser causada per una infecció activa per bacteris o fongs. En ambdós casos, però més sovint amb la infecció, la pell del conducte s'infla, causant dolor (otàlgia) i sensibilitat al tacte.

## Causes
La majoria de les otitis externes tenen lloc en condicions d'alta humitat i temperatura. La més comuna és la maceració de la pell del conducte, per l'efecte de l'aigua en el seu interior (i que hi pot haver entrat en nedar o amb la dutxa). Aquesta aigua hi pot quedar retinguda per l'efecte d'un tap de cerumen. Amb la pell macerada, els bacteris o els fongs existents en el conducte (o continguts en una aigua, a vegades contaminada), hi penetren causant la infecció.